# 台美21世紀貿易倡議
台美21世紀貿易倡議（英語：U.S.-Taiwan Initiative on 21st-Century Trade）是中華民國（台灣）與美利堅合眾國於2022年6月1日啟動的一項自由貿易倡議，是自美國於1979年停止承認中華民國政權是中國代表政府以來結構最完整的貿易協定
。
貿易倡議以具體行動來深化雙邊經貿關係。整個倡議框架包含貿易便捷化、法規制定、农业、反貪污、中小企業、數位貿易、勞工、環保、標準、國營企業、非市場政策應對等11項，並於2023年6月1日雙方在華府美國在台協會總部共同簽署首批的《駐美國台北經濟文化代表處與美國在台協會關於台灣與美國間貿易協定》。

## 歷程
台美21世紀貿易倡議首次會議於2022年6月27日在華府舉行，出席者包括以視訊會議參與的行政院政務委員兼經貿談判辦公室總談判代表鄧振中、駐美國代表蕭美琴；美方則由貿易代表署副貿易代表莎拉·比安奇率官員與會。
2022年8月18日，正式啟動台美21世紀貿易倡議協商談判；協商談判不涉及关税，但所涵蓋項目具有四個重要目標：「強化國家整體經濟實力」、「強化台美雙方投資及貿易」、「強化台灣與各國制度化連結」、「強化市場經濟體制」。11月8至9日，台美21世紀貿易倡議在纽约首次舉行實體會議，為台美雙方團隊首次實體見面。
2023年1月4日，行政院經貿談判辦公室宣布，台美雙方決定於1月14到17日在台北市舉行台美21世紀貿易倡議第二次談判，由於雙方工作階層仍就個別議題進行視訊討論，因此議程尚未完全確定。
根據行政立法內部協調會議，在貿易便捷化、良好法制規範、反貪腐、國內規章、中小企業等5項議題，臺美雙方獲較大共識，並指就這些議題簽署的雙邊經貿協定，性質上屬行政協定。會中亦就未來簽署相關文件時，法律位階是條約、還是行政協定進行了解，並對未來行政協定送立法院查照時，是否要備查改審查進行討論，而行政部門表達尊重之意，讓民意機關自行決定。
2023年3月2日，中華民國外交部發言人劉永健表示，外交部將持續與相關部會協同合作，透過台美21世紀貿易倡議等經貿機制累積台美雙邊合作動能，透過促進台美經貿夥伴關係積極提升民生福祉，並與美國等理念相近國家共同促進印太區域的自由、開放與繁榮。
2023年3月16日，行政院經貿談判辦公室表示，台美21世紀貿易倡議12項議題中，「關務管理及貿易便捷化、良好法制作業、服務業國內規章、反貪腐、中小企業」五項議題談判已告一段落，對強化政府治理、增進行政透明、尊重民間社團參與法規制定、加強反貪腐有效措施、擴大中小企業經商機會等有正面效益。鄧振中表示，台美簽署雙邊貿易協定（BTA）時程，希望愈快愈好，但還沒有具體日期。
2023年5月18日，美国贸易代表戴琪宣布，美国与台湾完成了有关美台21世纪贸易倡议的谈判。5月19日，鄧振中表示，台美21世紀貿易倡議首批協定結構完整、如同美國與其他國家簽署的貿易協定，蕭美琴將代表台灣在數週內在華府簽署首批協定，首批協定對台美都有拘束力。6月1日，台美雙方在華府完成簽署首批協定。
《美台21世纪贸易倡议首批协定实施法》（United States-Taiwan Initiative on 21st-Century Trade First Agreement Implementation Act）於2023年6月21日通過美國眾議院，2023年7月18日通過美國參議院，2023年8月7日美国总统乔·拜登签署成法。
台灣立法院第10屆第7會期第2次臨時會經濟等6委員會聯席會議，於7月20日聽取各相關機關說明及詢答、24日將全案審查完竣，並決議照案通過，擬具審查報告，提報院會討論。立法院臨時會院會2023年7月26日上午，立法院長游錫堃於會中宣告決議，行政院函送業經簽署之「駐美國台北經濟文化代表處與美國在台協會關於台灣與美國間貿易協定」中、英文本影本案，無異議通過。
2023年8月18日，美國貿易代表處公告，已於14日至18日和駐美國臺北經濟文化代表處展開第二階段的談判，將在未來數月內持續討論，以尋求達成共識，第二階段將觸及農業、勞工和環境議題，接續還有數位貿易、標準、國營事業，以及非市場政策與做法共4項議題。

## 各方反应

### 各國反應
中華人民共和國
2022年8月，中华人民共和国商务部、中华人民共和国外交部和中共中央台湾工作办公室均表示反对台美21世紀貿易倡議。中共中央台办发言人马晓光表示，“敦促美方以实际行动恪守一个中国原则和中美三个联合公报规定”，“美方企图打‘台湾牌’，阻止中国统一和民族复兴，絕對不会得逞”。
2023年5月24日，中國外交部發言人毛寧表示对「美方宣布与中国台湾地区就美台21世纪贸易倡议5个议题完成谈判」一事「堅決反對」。

### 雙方國內
親藍學者、媒體人
2022年11月23日，前行政院中部聯合服務中心副執行長、菱傳媒董事長、倫敦大學伯貝克學院博士施威全認為，台美21世紀貿易倡議不透明、空洞。2023年3月10日，施威全批評，台美21世紀貿易倡議是美國設定的議程，台灣最想要的得不到，蔡英文政府卻一味順從美國、不敢效仿印度「向美國說不」；從2022年底開始，無論台美21世紀貿易倡議談出什麼結果，只要是涉及雙邊經貿的協議，蔡英文政府就偽稱為BTA，如同偽稱人工鑽石為鑽石。
2023年5月20日，媒體人呂翔表示，最近幾個月，蔡英文政府所謂的「涉外人士」頻頻放話，比喻台美21世紀貿易倡議的協議是「迷你版BTA」、「類BTA」、「簡版BTA」，甚至乾脆「自動升級」為「典型BTA」，五花八門，蔚為奇觀；但經貿協定都有嚴謹的定義與要素，台美21世紀貿易倡議下的協議不是BTA或FTA，美方也從未提出類似充滿創意的論點。
中國國民黨
2022年6月2日，中國國民黨立法院黨團總召集人曾銘宗表示，樂見台美貿易有重大突破，這是一個好的開始；但台美21世紀貿易倡議未見FTA等重要項目，蔡英文政府只是在做大內宣。
2023年5月19日，曾銘宗表示，希望台美21世紀貿易倡議首批協定越快簽署越好，且後續FTA、重複課稅協議也應該趁這個「台美關係非常好」的機會趕快簽，才真正有好的幫助。
台灣民眾黨
2023年1月19日，台灣民眾黨立法院黨團幹事長張其祿指出，台美21世紀貿易倡議談判在多個領域達成初步共識，儘管有所進展值得肯定，但蔡英文政府應該說清楚談判內容對台灣有什麼實質影響。張其祿表示，台美21世紀貿易倡議啟動超過半年，蔡英文政府至今拿不出明顯成果，企業反應冷淡，民眾也普遍解讀為政治宣傳；尤其談判過程缺乏公開透明，社會大眾懷疑2020年蔡英文政府允許萊豬進口交換自由貿易協定（FTA）的爭議恐再次上演。張其祿指出，相較馬英九政府時期與中國大陸的制度化協商，例如海峽兩岸經濟合作架構協議（ECFA）開會前後行政單位都要赴立法院報告，台美21世紀貿易倡議顯得非常模糊。
經濟智庫
2023年1月18日，中華民國外交部政務次長、中華經濟研究院WTO及RTA中心副執行長李淳指出，台美21世紀貿易倡議是「簡版」貿易協定、而不是完整版的貿易協定，其議題涵蓋貿易便捷化、良好管制實踐、數位貿易到非市場經濟行為，而不包括關稅、投資及政府採購自由化承諾的談判。他認為，台美21世紀貿易倡議雖是簡版，但也有其實際效益；如貿易便捷化能降低貨物通關的障礙，也能創造未來的經貿合作模式或創造實質參與印度-太平洋經濟框架討論的空間。他認為，台美21世紀貿易倡議主題主要是美國提出，類似國際間的定型化契約；在此架構下如何納入更接台灣地氣的特色條款，技術上完全可行（例如附約），其他國家也有很多經驗，是蔡英文政府需要重視的問題。
2023年3月9日，台灣金融研訓院、台灣經濟研究院、中華經濟研究院宣布合作建立政策溝通平台「財經三合院」，三方合作的第一個議題是台美21世紀貿易倡議。中經院院長葉俊顯表示，財經三合院選擇台美21世紀貿易倡議作為第一題，是因為它多達11項議題，有可能為台灣的危機「轉骨」，也需在公平、對等基礎上展開協商；但社會大眾大多不了解它的內涵及效益，因此要從現在起，在協議過程就作好社會溝通。
人權、勞工等社運團體
2023年3月31日，環境權保障基金會律師黃馨雯表示，行政院將《台美21世紀貿易倡議》中即將簽署的《台美貿易協定》視為「行政協定」，她認為《台美貿易協定》之內容應會涉及法律變更、人民權利及我國經濟上利益，故性質應屬條約而非僅為行政協定；並且為避免「親中政黨」以類似的方式規避立法院審查，應將《台美貿易協定》當成條約、經由立法院審查；期待太陽花學運時與包括她在內堅信程序正義的「太陽花世代」站在一起的民主進步黨，勿背叛太陽花世代。
曾參與太陽花學運的經民連智庫召集人賴中強表示《台美貿易協定》是條約還行政協定，非政治問題而是法律問題，應該要看雙方約定的實質內容而定。若雙方簽署內容涉及4種服務供應模式、關稅減讓，如同當年服貿，那理所當然法律上是要送立院實質審查；若未涉及這些內容，那就屬行政協定。他認為議題的深水區會是在第二階段的七大項議題（農業、數位貿易、勞工、環保、標準、國營企業、非市場經濟），將來是否會成為涉及至條約強度的約定，還是要看約定的形式與內容是否適用條約締結法。
2023年4月12日，台灣多個勞工、環境及人權團體組成「民間監督台美21世紀貿易倡議聯盟」，簡稱「台美貿易監督聯盟」，與美國勞工聯合會和產業工會聯合會共同監督台美21世紀貿易倡議談判。聯盟提出四點訴求：盤點現行勞動法規與國際勞動基準落差；台美21世紀貿易倡議談判內容納入企業人權盡職管理與公正轉型；遵守《條約締結法》，將台美21世紀貿易倡議談判最終簽署之文件以條約案送立法院審議；於下一輪實體談判前對民間揭露更完整、具體之談判內容，召開公聽會讓公眾充分有效表達意見，實體談判應包含利害關係人溝通會議、邀請民間團體參與。
2023年6月2日，台美貿易監督聯盟表示，依條約締結法第8條第1項前段規定，台美貿易協定屬於條約，行政院應於6月30日前，將台美貿易協定送立法院審議，且從慣例上來看，我國截至目前為止共曾簽署12份貿易協定，均以（準）條約案送立法院審議，台美貿易協定不該成為規避國會審查的違法例外，提醒行政院切勿貪求方便、黑箱作業。
2023年7月5日，經民連智庫召開記者會，認為國會監督應聚焦在深水區議題 。相對於第一階段的議題，爭議性及影響更大的應該是談判中的第二階段談判要處理的「勞工、農業與環保」三項「深水區」的議題。重點也不是進行事後查照或審議，而是著重談判前的詳細報告。立法院應盡速安排主責機關依條約締結法進行報告，並聽取國會建言，才能在國會及公民的參與下獲得高品質的談判結果，分散台灣的貿易風險。